# てくてく友の会
てくてく友の会（てくてくとものかい）は、市民自身の手によって作成した資料をその地域の図書館に寄贈するというプロジェクト。市民が、地域の神社や史跡、休憩所、飲食店等を歩いて回り、写真を撮ったり、市民自身の説明・感想をもとに情報誌を作成する。また、作成された情報誌は地域資料として地域の図書館に寄贈される。三重県松阪市の「てくてく松阪」(松阪市図書館で公開中)、東京都文京区の「てくてく文京」、愛知県常滑市の「てくてく常滑」（常滑市立図書館で公開中）がこれまでに行われている。これまでの版は、渡邊義弘を中心に作成された。